# 피터 브룩

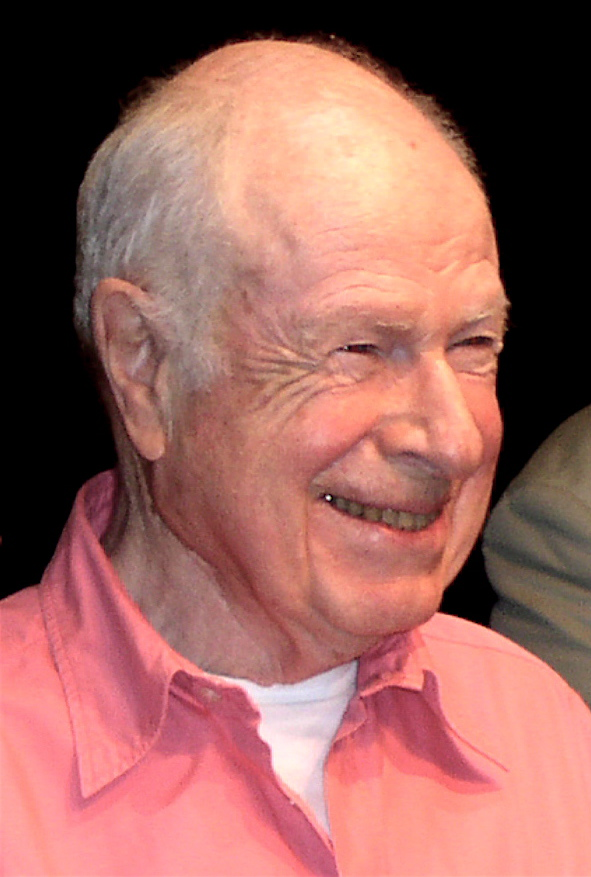
피터 브룩(2009년)

피터 브룩(Peter Stephen Paul Brook, CH, CBE, 1925년 3월 21일~2022년 7월 2일)은 영국의 연출가이다.

## 서훈
- 1965년 대영 제국 훈장 3등급(CBE)[2]
- 1995년 프랑스 레지옹 도뇌르 훈장 오피시에
- 1998년 컴패니언 오브 아너(Order of the Companions of Honour, CH)[1]
- 2013년 프랑스 레지옹 도뇌르 훈장 코망되르

## 저서
- 《빈 공간》(이민아 역, 걷는책, 2019). 한국어판. 《The Empty Space》(1968)를 한국어로 옮긴 책.